# Flinders (ostrov)
Flinders je australský ostrov. Nachází se v Bassově průlivu.
V roce 2011 bydlelo na ostrově 776 lidí. Rozloha ostrova je 1 367 km².
Na ostrově se nachází letiště Flinders (Flinders Island Airport).

## Flora a fauna
Na ostrově roste zhruba 800 druhů rostlin. Pobřežní oblast ostrova je pokryta převážně keři, zatímco vegetace ve vyšších výškách se skládá z velkého množství stromů (převážně eukalyptů).
Asi 30 km² půdy na ostrově je označováno jako významné ptačí území, jelikož na ní žijí 3 kolonie ohroženého ptactva. Na ostrově žije např. klokan rudokrký, kusu liščí, husa kuří, buřňák tenkozobý, vakoplch drobný, klokánek krysí, possum vlnitý nebo lachtan jihoafrický.
Po roce 1832 zde žili Tasmánci.

## Počasí
| Flinders 1942 – podnebí      | Flinders 1942 – podnebí | Flinders 1942 – podnebí | Flinders 1942 – podnebí | Flinders 1942 – podnebí | Flinders 1942 – podnebí | Flinders 1942 – podnebí | Flinders 1942 – podnebí | Flinders 1942 – podnebí | Flinders 1942 – podnebí | Flinders 1942 – podnebí | Flinders 1942 – podnebí | Flinders 1942 – podnebí | Flinders 1942 – podnebí |
| Období                       | leden                   | únor                    | březen                  | duben                   | květen                  | červen                  | červenec                | srpen                   | září                    | říjen                   | listopad                | prosinec                | rok                     |
| ---------------------------- | ----------------------- | ----------------------- | ----------------------- | ----------------------- | ----------------------- | ----------------------- | ----------------------- | ----------------------- | ----------------------- | ----------------------- | ----------------------- | ----------------------- | ----------------------- |
| Nejvyšší teplota [°C]        | 41,5                    | 38,3                    | 35,6                    | 31,7                    | 27,4                    | 20,3                    | 21,4                    | 22,7                    | 29,5                    | 32,7                    | 35,1                    | 36,5                    | 41,5                    |
| Průměrné denní maximum [°C]  | 22,1                    | 22,6                    | 21,2                    | 18,7                    | 16,2                    | 14,1                    | 13,3                    | 13,8                    | 15,1                    | 16,7                    | 18,5                    | 20,1                    | 17,7                    |
| Průměrné denní minimum [°C]  | 13,3                    | 13,7                    | 12,5                    | 10,7                    | 9,0                     | 7,0                     | 6,2                     | 6,6                     | 7,5                     | 8,5                     | 10,2                    | 11,8                    | 9,8                     |
| Nejnižší teplota [°C]        | 2,6                     | 4,0                     | 1,6                     | −0,3                    | −1,5                    | −2,5                    | −3,5                    | −3,0                    | −2,5                    | −1,4                    | 0,5                     | 2,5                     | −3,5                    |
| Průměrné srážky [mm]         | 45,8                    | 39,3                    | 50,7                    | 59,3                    | 78,1                    | 71,2                    | 82,8                    | 76,6                    | 63,7                    | 60,4                    | 56,0                    | 57,7                    | 741,6                   |
| Zdroj: Bureau of Meteorology |                         |                         |                         |                         |                         |                         |                         |                         |                         |                         |                         |                         |                         |